# Jörg Schmall
Jörg Schmall (ur. 27 stycznia 1943 w stuttgarcie) – niemiecki żeglarz sportowy. Brązowy medalista olimpijski z Montrealu.
Reprezentował barwy RFN. Zawody w 1976 były jego jedynymi igrzyskami. Trzecie miejsce zajął w klasie Tornado. Partnerował mu Jörg Spengler. W 1975 wspólnie zostali mistrzami świata.